# Арменян, Геворг Арташесович
Геворг Арташесович Арменян (арм. Գևորգ Արմենյան; 5 января 1920, Тбилиси — 12 апреля 2005, Ереван) — советский армянский композитор и музыкальный педагог. Заслуженный деятель искусств Армянской ССР (1965), Народный артист Армянской ССР (1985).

## Биография
Родился в Тбилиси 5 января 1920 года. Изначально носил фамилию отца — Хачатрян. В 1934—1939 годах был актёром запаса в армянском театре юного зрителя в Тбилиси. С 1937 по 1941 год работал хормейстером в одной из тбилисских средних школ. В 1941 году окончил музыкальное училище. В 1941—1945 годах участвовал в Великой Отечественной войне.
Член КПСС с 1943 года. В 1946 году переехал в Ереван. В 1948 году окончил факультет композиции Музыкального училища имени Романа Меликяна (руководители Вардгес Талян, Григорий Егиазарян). С 1948 по 1951 год преподавал в том же училище. В 1953 году окончил Ереванскую государственную консерваторию по классу композиции (руководитель Григорий Егиазарян), в 1958 году — аспирантуру при Ленинградской консерватории (руководитель с Б. А. Арапов). С 1958 года и до конца своей жизни преподавал в Ереванской консерватории (с 1977 года доцент, с 1983 года профессор). С 1968 по 1970 год был директором и художественным руководителем Ереванского театра оперы и балета имени А. А. Спендиарова. В 1950 году стал членом Союза композиторов Армении, а с 1971 по 1973 год был заместителем руководителя правления.
Умер в Ереване 28 ноября 2005 года.

## Творчество
Автор многочисленных симфонических, вокально-симфонических, камерных, хоровых, фортепианных, оркестровых, оперных произведений. Обработал средневековые песни М. Маштоца, писал музыку для фильмов. Написал учебник по инструментовке (на армянском языке).
Произведения Геворга Арменян отличает монументальность и драматический пафос. В своём творчестве он опирается на сельский и городской армянский фольклор.

### Сочинения
- Опера «Хачатур Абовян» (1958, либретто Дж. Арменяна и А. Погосяна, поставлена в 1960 году в Театре оперы и балета им. Спендиаряна)
- Опера «Крушение» (либретто Дж. Арменяна и Размика Давояна, поставлена в 1968 году в Театре оперы и балета им. Спендиаряна)
- Кантата «Сказание об Армении» (слова A. Погосяна, 1950)
- Концерт для флейты с симфоническим оркестром (1954)
- Романсы
- Песни

### Музыка к фильмам
- 1961 — Парни музкоманды
- 1964 — Мсье Жак и другие
- Тертерин ухте

## Награды
- Заслуженный деятель искусств Армянской ССР (1965)
- Народный артист Армянской ССР (1985)
- Орден Отечественной войны II степени
- Медаль «За освобождение Белграда»
- Медаль «За победу над Германией в Великой Отечественной войне 1941—1945 гг.»
- Медаль «За трудовое отличие»
- Медаль «Ветеран труда»